# Alex Olmedo
Alex Olmedo, właśc. Alejandro Rodríguez Olmedo (ur. 24 marca 1936 w Arequipie, zm. 9 grudnia 2020 w Los Angeles) – peruwiański tenisista, reprezentujący pod koniec lat 50. Stany Zjednoczone w Pucharze Davisa.
Jego córka, Amy Olmedo, w latach 70. zdobywała tytuły mistrzowskie w USA w kategoriach juniorskich.

## Kariera tenisowa
Studiował w USA (Uniwersytet Południowej Kalifornii) i zdobywał tytuły w mistrzostwach międzyuczelnianych (1956 i 1958 mistrz zarówno w singlu, jak i w deblu).
Olmedo jest jednym z najbardziej utytułowanych sportowców w historii Peru. W 1959 roku został zwycięzcą gry pojedynczej Australian Championships, po pokonaniu w finale Neale’a Frasera oraz Wimbledonu, po pokonaniu w finale Roda Lavera. W tym samym roku awansował do finału U.S. National Championships, lecz poniósł porażkę z Neale’em Fraserem.
W 1958 roku Olmedo zdobył tytuł deblowy w U.S. National Championships, razem z Hamiltonem Richardsonem, a rok później dotarł do finału w parze z Butchem Buchholzem. W 1958 roku był również uczestnikiem finału w zmaganiach gry mieszanej, u boku Marii Bueno.
W 1959 roku The Daily Telegraph sklasyfikował go na drugim miejscu listy najlepszych aktywnych tenisistów. W 1959 był liderem wśród amerykańskich tenisistów.
Jako rezydent USA został powołany do reprezentacji Stanów Zjednoczonych w Pucharze Davisa przez jej kapitana Perry’ego Jonesa. Jones argumentował to powołanie m.in. tym, że nie brała wówczas udziału w rozgrywkach reprezentacja Peru. Olmedo miał udział w zdobyciu Pucharu Davisa w 1958 roku, występował także w kolejnym roku, jednak Amerykanie nie sprostali w obronie trofeum Australijczykom.
W 1987 roku został wpisany do Międzynarodowej Tenisowej Galerii Sławy.

### Finały w turniejach wielkoszlemowych

#### Gra pojedyncza (2–1)
| Końcowy wynik | Nr | Data | Turniej                                | Nawierzchnia | Przeciwnik   | Wynik finału       |
| ------------- | -- | ---- | -------------------------------------- | ------------ | ------------ | ------------------ |
| Zwycięzca     | 1. | 1959 | Australian Championships, Adelaide     | Trawiasta    | Neale Fraser | 6:1, 6:2, 3:6, 6:3 |
| Zwycięzca     | 2. | 1959 | Wimbledon, Londyn                      | Trawiasta    | Rod Laver    | 6:4, 6:3, 6:4      |
| Finalista     | 1. | 1959 | U.S. National Championships, Nowy Jork | Trawiasta    | Neale Fraser | 3:6, 7:5, 2:6, 4:6 |

#### Gra podwójna (1–1)
| Końcowy wynik | Nr | Data | Turniej                                | Nawierzchnia | Partner             | Przeciwnicy                | Wynik finału            |
| ------------- | -- | ---- | -------------------------------------- | ------------ | ------------------- | -------------------------- | ----------------------- |
| Zwycięzca     | 1. | 1958 | U.S. National Championships, Nowy Jork | Trawiasta    | Hamilton Richardson | Sam Giammalva Barry MacKay | 3:6, 6:3, 6:4, 6:4      |
| Finalista     | 1. | 1959 | U.S. National Championships, Nowy Jork | Trawiasta    | Butch Buchholz      | Roy Emerson Neale Fraser   | 6:3, 3:6, 7:5, 4:6, 5:7 |

#### Gra mieszana (0–1)
| Końcowy wynik | Nr | Data | Turniej                                | Nawierzchnia | Partnerka   | Przeciwnicy                          | Wynik finału  |
| ------------- | -- | ---- | -------------------------------------- | ------------ | ----------- | ------------------------------------ | ------------- |
| Finalista     | 1. | 1958 | U.S. National Championships, Nowy Jork | Trawiasta    | Maria Bueno | Margaret Osborne DuPont Neale Fraser | 3:6, 6:3, 7:9 |